# Ирина Раулина Палеологина
Ирина Раулина Палеологина (на гръцки: Ειρήνη Ραούλαινα Παλαιολογίνα, родена около 1265/1270 г.) е византийска аристократка от края на XIII век, снаха на император Андроник II Палеолог.
Предполага се, че Ирина е дъщеря на протовестиарий Йоан Раул Петралифа и Теодора Кантакузина. Родена е между 1265 и 1270 г. Около 1287 г. се омъжила за Константин Палеолог Багренородни, син на император Михаил VIII Палеолог и брат на император Андроник II Палеолог. Съпругът на Ирина е първи братовчед на майка ѝ Теодора, която е племенница на император Михаил VIII Палеолог от сестра му Ирина Палеологина. Това близко родство между Ирина Раулина и съпруга ѝ, доколкото би създало канонинична пречка пред брака им, повдига въпроса дали Ирина всъщност не е дъщеря на друг член на семейството на Раулите, най-вероятно друг от синовете на Алексий Раул (бащата на Йоан Раул Петралиф). След сватбата Константин Палеолог и Ирина най-вероятно заживели в собствена къща извън двореца – домът им бил сред най-луксозните в столицата.. Съпругът на Ирина бил известен с натрупаното състояние и влиянието си в двора. Самата тя се споменава като ктиторка на различни църкви и манастири. Родила му син – Йоан, който през 1305 г. получил титлата паниперсеваст, а малко по-късно бил оженен за Ирина, дъщеря на Теодор Метохит.
С името на Ирина се свързва една любопитна случка по време на празника на светите Петър и Павел на 29 юни 1292 г. На този ден императорът приемал на аудиенция знатните мъже в двора, а императрицата – знатните дами. Когато Ирина пристигнала за аудиенцитя, мястото ѝ вече било заето от вдовицата на Константин Стратегопул, която била племенница на император Йоан III Дука Ватаци. Като етърва на императрицата, Ирина заемала по-високо място в дворцовата йерархия сред жените – в действителност съпругата на Константин Багренородни била втора по ранг след самата императрица – и очаквала по-възрастната Стратегопулина да стане и да ѝ преитстъпи мястото си, отдвайки ѝ почестите, които се полагали на по-високия ѝ статус. Стратегопулина обаче отказала да го направи, оправдавайки се с възрастта и болежките си. Заради проявеното неуважение между двете жени избухнал скандал, който не останал скрит за мъжката част на двора. Почуствал необходимост да отмъсти заради проявеното спрямо съпругата му неуважение, Константин Багренородни заповядал на хората си да заловят някой си Константин Маврозом, предполагаем любовник на Стратегопулина, да го набият и да го разкарват гол из площада.
Когато съобщили на императора за случващото се, Андроник II веднага прекратил срамната процесия и наредил клетият Маврозом да бъде незабавно освободен.